# Caligus temnodontis
Caligus temnodontis (Brian, 1924) è un crostaceo copepode appartenente alla famiglia Caligidae, parassita dei pesci ossei marini.

## Distribuzione e habitat
La distribuzione della specie è scarsamente nota, è segnalata per il mar Mediterraneo orientale e per il Sudafrica.

## Biologia
C. bonito parassitizza esclusivamente il pesce serra.

## Tassonomia
È stato considerato a lungo una sottospecie di Caligus mauritanicus.